# Schoutenia godefroyana
Schoutenia godefroyana är en malvaväxtart som beskrevs av Henri Ernest Baillon. Schoutenia godefroyana ingår i släktet Schoutenia och familjen malvaväxter. Inga underarter finns listade i Catalogue of Life.